# Giải Paul Ehrlich và Ludwig Darmstaedter
Giải Paul Ehrlich và Ludwig Darmstaedter (tiếng Đức: Paul-Ehrlich-und-Ludwig-Darmstaedter-Preis) là một giải thưởng của Paul-Ehrlich-Stiftung (Quỹ Paul Ehrlich), được trao hàng năm, kể từ năm 1952 cho các nhà nghiên cứu Y học trên khắp thế giới có công trình nghiên cứu xuất sắc, nhất là trong các lãnh vực Miễn dịch học, Nghiên cứu Ung thư, Huyết học, Vi sinh học và Liệu pháp hóa học thực nghiệm cũng như lâm sàng.
Giải mang tên nhà khoa học Paul Ehrlich - người từng đoạt Giải Nobel Sinh lý và Y khoa - và nhà hóa học Ludwig Darmstaedter. Theo truyền thống, buổi lễ trao giải thường được tổ chức tại "Nhà thờ thánh Phaolô" ở thành phố Frankfurt vào ngày 14 tháng 3, ngày kỷ niệm sinh nhật của Paul Ehrlich.
Khoản tiền thưởng của giải hiện nay là 100.000 euro. Nhiều người đoạt giải này, sau đó đã đoạt Giải Nobel.
Việc trao giải cho Ian Wilmut năm 2005 đã gây ra nhiều tranh cãi, và sau đó đã dẫn tới việc Đại hội đồng Liên Hợp Quốc đưa ra Nghị quyết cấm việc Dòng hóa.
Từ năm 2006, có thêm "Giải Paul Ehrlich và Ludwig Darmstaedter cho nhà nghiên cứu trẻ" dành cho những nhà khoa học trẻ dưới 40 tuổi, có thành tựu xuất sắc trong lãnh vực nghiên cứu Y sinh học tại Đức.

## Những người đoạt giải
- 1952
  - Gerhard Eißner, Tübingen
  - Wolf -H. Wagner, Nonnenhorn
- 1953
  - Adolf Butenandt, München
- 1954
  - Sir Ernst Boris Chain, London
- 1956
  - Gerhard Domagk, Elberfeld
- 1958
  - Richard Johann Kuhn, Heidelberg
- 1960
  - Felix Michael Haurowitz, Bloomington (Hoa Kỳ)
- 1961
  - Albert H. Coons, Boston
  - Günther Heymann, Langen
  - Otto E. Ouchterlony, Göteborg
  - Jacques Oudin, Paris
- 1962
  - Otto Heinrich Warburg, Berlin
- 1963
  - Helmut Holzer, Freiburg
  - Lothar Jaenicke, Köln
  - Detlev Kayser, Berlin
  - Tullio Terranova, Rom
- 1964
  - Fritz Kauffmann, Kopenhagen
- 1965
  - Otto Lüderitz, Freiburg
  - Léon Le Minor, Paris
  - Ida Orskov, Kopenhagen
  - Fritz Orskov, Kopenhagen
  - B.A.D. Stocker, Stanford
- 1966
  - Francis Peyton Rous, New York
- 1967
  - Wilhelm Bernhard, Villejuif
  - Renato Dulbecco, San Diego
- 1968
  - Walter T. J. Morgan, London
  - Otto Westphal, Montreux
- 1969
  - Hiroshi Nikaido, Boston
  - Anne-Marie Staub, Paris
  - Winifred M. Watkins, London
- 1970
  - Ernst Ruska, Berlin
  - Helmut Ruska, Düsseldorf
- 1971
  - Albert Claude, Brussels
  - Keith R. Porter, Boulder
  - Fritiof Sjöstrand, Los Angeles
- 1972
  - Denis Parsons Burkitt, London / Uganda
  - Jan Waldenström, Malmö
- 1973
  - Sir Michael Anthony Epstein, Bristol
  - Kazuhiro Ishizaka, Baltimore
  - Dennis H. Wright, Southampton
- 1974
  - James L. Gowans, Oxford
  - Jacques Miller, Melbourne
- 1975
  - George B. Mackaness, Saranac Lake
  - Avrion Mitchison, London
  - Morten Simonsen, Kopenhagen
- 1976
  - Georges Barski, Villejuif
  - Boris Ephrussi, Gif-sur Yvette
- 1977
  - Torbjörn Caspersson, Stockholm
  - John B. Gurdon, Cambridge
- 1978
  - Ludwik Gross, New York
  - Werner Schäfer, Tübingen
- 1979
  - Arnold Graffi, Berlin
  - Otto Mühlbock, Amsterdam
  - Wallace P. Rowe, Bethesda
- 1980
  - Akiba Tomoichirō, Saitama
  - Hamao Umezawa, Tokyo
- 1981
  - Stanley Falkow, Seattle
  - Susumu Mitsuhashi, Gunma-Ken
- 1982
  - Niels Kaj Jerne, Castillon du Gard
- 1983
  - Peter C. Doherty, Canberra
  - Michael Potter, Bethesda
  - Rolf Zinkernagel, Zürich
- 1984
  - Piet Borst, Amsterdam
  - George A. M. Cross, New York
- 1985
  - Ernest Bueding, Baltimore
  - Louis H. Miller, Bethesda
  - Ruth Sonntag-Nussenzweig, New York
- 1986
  - Abner L. Notkins, Bethesda
- 1987
  - Jean F. Borel, Basel
  - Hugh O. McDevitt, Stanford
  - Felix Milgrom, Buffalo
- 1988
  - Peter K. Vogt, Los Angeles
- 1989
  - Stuart A. Aaronson, Bethesda
  - Russell F. Doolittle, La Jolla
  - Thomas Graf, Heidelberg
- 1990
  - R. John Collier, Boston
  - Alwin M. Pappenheimer, Jr., Cambridge (Massachusetts)
- 1991
  - Rino Rappuoli, Siena
  - Michio Ui, Tokyo
- 1992
  - Manfred Eigen, Göttingen
- 1993
  - Philippa Marrack, Denver
  - John W. Kappler, Denver
  - Harald von Boehmer, Basel
- 1994
  - Peter Howly, Boston
  - Harald zur Hausen, Heidelberg
- 1995
  - Stanley Prusiner, San Francisco
- 1996
  - Pamela J. Bjorkman, Pasadena
  - Hans-Georg Rammensee, Heidelberg
  - Jack L. Strominger, Cambridge (Massachusetts)
- 1997
  - Barry Marshall, Perth, Western Australia
  - John Robin Warren, Perth, Western Australia
- 1998
  - David P. Lane, Dundee, UK
  - Arnold J. Levine, Princeton
  - Bert Vogelstein, Baltimore
- 1999
  - Robert Charles Gallo, Baltimore[3]
- 2000
  - H. Robert Horvitz, Cambridge (Massachusetts) [4]
  - John F. R. Kerr, Brisbane, Australia
- 2001
  - Stephen C. Harrison, Đại học Harvard, Hoa Kỳ[5]
  - Michael G. Rossmann, West Lafayette, USA
- 2002
  - Craig Venter, Rockville, USA
- 2003
  - Richard A. Lerner, La Jolla
  - Peter G. Schultz, La Jolla
- 2004
  - Tak Wah Mak, Đại học Toronto, Canada
  - Mark M. Davis, Đại học Stanford, Hoa Kỳ
- 2005
  - Ian Wilmut, Viện Roslin, Edinburgh, Scotland, -- „cha đẻ " của chú cừu Dolly
- 2006
  - Craig Mello, Viện Y học Howard Hughes, Trường Y học Massachusetts tại Worcester, Hoa Kỳ.
  - Andrew Z. Fire, Trường Y học, Đại học Stanford, Hoa Kỳ.
- 2007
  - Ada Yonath, nhà hóa sinh, Viện Weizmann, Rehovot, Israel
  - Harry Noller, nhà hóa sinh, Trung tâm Sinh học phân tử, Đại học California tại Santa Cruz, Hoa Kỳ
- 2008
  - Tim Mosmann, nhà miễn dịch học, Đại học Rochester, New York.
- 2009
  - Elizabeth Blackburn, Phân khoa Hóa sinh và Lý sinh, Đại học California tại San Francisco
  - Carol W. Greider, Phân khoa Sinh học phân tử và Di truyền học, Đại học Johns Hopkins, Baltimore, Hoa Kỳ
- 2010
  - Charles Dinarello, 66, School of Medicine, Đại học Colorado tại Denver, Hoa Kỳ.
- 2011
  - Cesare Montecucco, 62, Phân ban nghiên cứu Y sinh học tại Đại học Padua, Ý.
- 2012
  - Peter Walter, 57, Đại học California tại San Francisco, Hoa Kỳ
- 2013
  - Mary-Claire King, Đại học Washington tại Seattle, Hoa Kỳ
- 2014
  - Michael Reth, Viện Sinh học III Đại học Albert Ludwigs Freiburg, Đức
- 2015
  - James P. Allison, Đại học Texas, Hoa Kỳ

## Giải dành cho những nhà khoa học trẻ
- 2006: Ana Martin-Villalba, Heidelberg
- 2007: Michael Schindler, Đại học Ulm
- 2008: Eckhard Lammert,Max-Planck-Institut für molekulare Zellbiologie und Genetik ở Dresden
- 2009: Falk Nimmerjahn, Đại học Erlangen-Nürnberg
- 2010: Amparo Acker-Palmer, Professorin an der Johann-Wolfgang-Đại học Goethe Frankfurt am Main
- 2011: Stephan Grill, Max-Planck-Institut für molekulare Zellbiologie und Genetik và Max-Planck-Institut für Physik komplexer Systeme ở Dresden
- 2012: Kathrin Mädler, Đại học Bremen
- 2013: James Poulet
- 2014: Andrea Ablasser
- 2015: Raja Atreya